# Ilmari Juutilainen

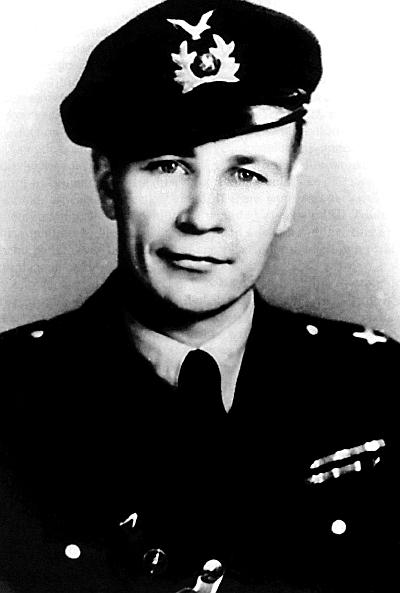
Mannerheimsriddaren, flygmästare Ilmari Juutilainen, var andra världskrigets mest framgångsrika icke-tyska jaktpilot.

Eino Ilmari Juutilainen, född 21 februari 1914 i Lieksa i Karelen, död 21 februari 1999 i Tusby i Nyland, var en finländsk stridsflygare. Juutilainen noterades under Vinterkriget och Fortsättningskriget för sammanlagt 94 nedskjutna fiendeplan, vilket gör honom till den mest framgångsrika stridsflygaren i det finska flygvapnet någonsin, samt det mest framgångsrika icke-tyska jaktpiloten under andra världskriget. Juutilainen är en av endast fyra personer som två gånger förlänats Mannerheimkorset.
Inget av de plan Juutilainen flög träffades någonsin av ett fientligt plans eld. Juutilainens plan träffades dock en gång av egen luftvärnseld.
Ilmari Juutilainen dog hemma i Tusby på sin 85-årsdag. Han var bror till militären Aarne Juutilainen.